# Henrik Sundström
Pour les articles homonymes, voir Sundström.
Henrik Sundström, né le 29 février 1964 à Lund, est un ancien joueur de tennis suédois.

## Carrière professionnelle
Il remporte cinq tournois professionnels - tous sur terre battue - et dispute 8 finales. Sa carrière est couronnée par une victoire en Coupe Davis face aux États-Unis en 1984. Il atteint la 6e place du classement mondial de l'ATP le 8 octobre 1984. Il fait partie de cette génération de joueurs suédois qui sont apparus sur le circuit professionnel à la suite de Björn Borg et parmi lesquels figuraient Mats Wilander, Joakim Nyström, Anders Järryd, Mikael Pernfors et Stefan Edberg.
Passé professionnel en 1981, Henrik Sundström atteint la première finale d'un tournoi du circuit de l'ATP à Båstad le 12 juillet 1982 face à son compatriote Mats Wilander. Il remporte une première victoire le 21 mars 1983 au tournoi de Nice en battant l'Espagnol Manuel Orantes alors en toute fin de carrière.
C'est en 1984 que Henrik Sundström réalise sa meilleure saison avec trois victoires sur le circuit, dont l'une à Monte-Carlo face à Mats Wilander, et un quart de finale des Internationaux de France face au vétéran américain Jimmy Connors. Il contribue largement à la victoire de son pays en finale de la Coupe Davis au cours de laquelle il bat les Américains Jimmy Arias et John McEnroe. Il est l'un des trois seuls joueurs à battre John McEnroe en 1984, avec Ivan Lendl et Vijay Amritraj.
En 1986, Henrik Sundström remporte un dernier tournoi de l'ATP à Athènes, mais il ne retrouve plus ensuite son niveau de la saison 1984. Il mit fin à sa courte carrière professionnelle après n'avoir disputé que trois matchs officiels en 1988 et 1989.

## Palmarès

### Titres en simple messieurs
| No | Date       | Nom et lieu du tournoi                          | Catégorie           | Dotation  | Surface      | Finaliste        | Score         |  |
| -- | ---------- | ----------------------------------------------- | ------------------- | --------- | ------------ | ---------------- | ------------- |  |
| 1  | 21-03-1983 | Tournoi International de la Ville de Nice, Nice | GP World Series     | 75 000 $  | Terre (ext.) | Manuel Orantes   | 7-5, 4-6, 6-3 |  |
| 2  | 02-04-1984 | Tournoi de tennis de Bari, Bari                 |                     | 75 000 $  | Terre (ext.) | Pedro Rebolledo  | 7-5, 6-4      |  |
| 3  | 16-04-1984 | Monte-Carlo Open, Monte-Carlo                   | Championship Series | 325 000 $ | Terre (ext.) | Mats Wilander    | 6-3, 7-5, 6-2 |  |
| 4  | 16-07-1984 | Swedish Open, Båstad                            |                     | 75 000 $  | Terre (ext.) | Anders Järryd    | 3-6, 7-5, 6-3 |  |
| 5  | 16-06-1986 | Athens International, Athènes                   |                     | 100 000 $ | Terre (ext.) | Francisco Maciel | 6-0, 7-5      |  |

### Finales en simple messieurs
| No | Date       | Nom et lieu du tournoi                       | Catégorie           | Dotation  | Surface      | Vainqueur        | Score                   |          |
| -- | ---------- | -------------------------------------------- | ------------------- | --------- | ------------ | ---------------- | ----------------------- | -------- |
| 1  | 12-07-1982 | Swedish Open, Båstad                         |                     | 75 000 $  | Terre (ext.) | Mats Wilander    | 6-4, 6-4                | Parcours |
| 2  | 25-04-1983 | Tournoi de tennis de Madrid, Madrid          |                     | 250 000 $ | Terre (ext.) | Yannick Noah     | 3-6, 6-0, 6-2, 6-4      |          |
| 3  | 19-09-1983 | Martini Open, Genève                         |                     | 75 000 $  | Terre (ext.) | Mats Wilander    | 3-6, 6-1, 6-3           | Parcours |
| 4  | 09-04-1984 | International Open Championships,Nice, Nice  | GP World Series     | 75 000 $  | Terre (ext.) | Andrés Gómez     | 6-1, 6-4                |          |
| 5  | 07-05-1984 | German International Championships, Hambourg | Championship Series | 250 000 $ | Terre (ext.) | Juan Aguilera    | 6-4, 2-6, 2-6, 6-4, 6-4 |          |
| 6  | 17-09-1984 | Martini Open, Genève                         |                     | 100 000 $ | Terre (ext.) | Aaron Krickstein | 6-7, 6-1, 6-4           |          |
| 7  | 29-04-1985 | German International Championships, Hambourg | Championship Series | 250 000 $ | Terre (ext.) | Miloslav Mečíř   | 6-4, 6-1, 6-4           |          |
| 8  | 19-05-1986 | Tournoi de tennis de Florence, Florence      |                     | 85 000 $  | Terre (ext.) | Andrés Gómez     | 6-3, 6-4                |          |

### Finale en double messieurs
| No | Date       | Nom et lieu du tournoi              | Catégorie | Dotation  | Surface      | Vainqueurs                   | Partenaire      | Score         |  |
| -- | ---------- | ----------------------------------- | --------- | --------- | ------------ | ---------------------------- | --------------- | ------------- |  |
| 1  | 10-09-1984 | Tournoi de tennis de Sicile Palerme |           | 100 000 $ | Terre (ext.) | Tomáš Šmíd Blaine Willenborg | Adriano Panatta | 6-7, 6-3, 6-0 |  |

## Parcours dans les tournois duGrand Chelem

### En simple
| Année | Open d'Australie | Open d'Australie | Internationaux de France | Internationaux de France | Wimbledon       | Wimbledon    | US Open         | US Open     | Open d'Australie | Open d'Australie |
| ----- | ---------------- | ---------------- | ------------------------ | ------------------------ | --------------- | ------------ | --------------- | ----------- | ---------------- | ---------------- |
| 1982  | n.o.             | n.o.             | —                        | —                        | 1er tour (1/64) | J. Soares    | 2e tour (1/32)  | R. Harmon   | 2e tour (1/32)   | J. McCurdy       |
| 1983  | n.o.             | n.o.             | 1/8 de finale            | M. Wilander              | 3e tour (1/16)  | J. Connors   | 1er tour (1/64) | B. Scanlon  | 2e tour (1/32)   | M. Leach         |
| 1984  | n.o.             | n.o.             | 1/4 de finale            | J. Connors               | 2e tour (1/32)  | M. Edmondson | 1/8 de finale   | J. Lloyd    | —                | —                |
| 1985  | n.o.             | n.o.             | 1/8 de finale            | J. McEnroe               | 1er tour (1/64) | G. Holmes    | 1er tour (1/64) | M. Jaite    | 2e tour (1/32)   | B. Dyke          |
| 1986  | n.o.             | n.o.             | 2e tour (1/32)           | K. Carlsson              | 1er tour (1/64) | C. Kirmayr   | 1er tour (1/64) | J. Connors  | n.o.             | n.o.             |
| 1987  | —                | —                | 3e tour (1/16)           | Bo. Becker               | 1er tour (1/64) | J. Nyström   | 1er tour (1/64) | K. Evernden | n.o.             | n.o.             |
| 1988  | 1er tour (1/64)  | P. Baur          | —                        | —                        | —               | —            | —               | —           | n.o.             | n.o.             |

N.B. : à droite du résultat se trouve le nom de l'ultime adversaire.

### En double
| Année | Open d'Australie | Open d'Australie | Internationaux de France    | Internationaux de France | Wimbledon                   | Wimbledon                   | US Open                       | US Open                | Open d'Australie | Open d'Australie |
| ----- | ---------------- | ---------------- | --------------------------- | ------------------------ | --------------------------- | --------------------------- | ----------------------------- | ---------------------- | ---------------- | ---------------- |
| 1982  | n.o.             | n.o.             | 2e tour (1/16) S. Simonsson | S. Birner J. Granát      | 1er tour (1/32) J. Granát   | D. Mustard W. Pascoe        | —                             | —                      | —                | —                |
| 1983  | n.o.             | n.o.             | 1/8 de finale S. Simonsson  | M. Edmondson S. Stewart  | 1/4 de finale S. Giammalva  | Ti. Gullikson To. Gullikson | 1er tour (1/32) F. Segarceanu | S. Edberg S. Simonsson | —                | —                |
| 1984  | n.o.             | n.o.             | —                           | —                        | 2e tour (1/16) S. Simonsson | P. Cash P. McNamee          | —                             | —                      | —                | —                |

N.B. : le nom du ou de la partenaire se trouve sous le résultat ; le nom des ultimes adversaires se trouve à droite.